# Llista d'asteroides/66501–66600
| Nom     | Designació provisional | Data de descobriment | Lloc de descobriment | Descobridor/s |
| ------- | ---------------------- | -------------------- | -------------------- | ------------- |
| 66501 - | 1999 RS75              | 7 de setembre, 1999  | Socorro              | LINEAR        |
| 66502 - | 1999 RV75              | 7 de setembre, 1999  | Socorro              | LINEAR        |
| 66503 - | 1999 RE81              | 7 de setembre, 1999  | Socorro              | LINEAR        |
| 66504 - | 1999 RN81              | 7 de setembre, 1999  | Socorro              | LINEAR        |
| 66505 - | 1999 RH83              | 7 de setembre, 1999  | Socorro              | LINEAR        |
| 66506 - | 1999 RM84              | 7 de setembre, 1999  | Socorro              | LINEAR        |
| 66507 - | 1999 RT84              | 7 de setembre, 1999  | Socorro              | LINEAR        |
| 66508 - | 1999 RS86              | 7 de setembre, 1999  | Socorro              | LINEAR        |
| 66509 - | 1999 RK89              | 7 de setembre, 1999  | Socorro              | LINEAR        |
| 66510 - | 1999 RU90              | 7 de setembre, 1999  | Socorro              | LINEAR        |
| 66511 - | 1999 RW91              | 7 de setembre, 1999  | Socorro              | LINEAR        |
| 66512 - | 1999 RC92              | 7 de setembre, 1999  | Socorro              | LINEAR        |
| 66513 - | 1999 RE94              | 7 de setembre, 1999  | Socorro              | LINEAR        |
| 66514 - | 1999 RS94              | 7 de setembre, 1999  | Socorro              | LINEAR        |
| 66515 - | 1999 RD97              | 7 de setembre, 1999  | Socorro              | LINEAR        |
| 66516 - | 1999 RM97              | 7 de setembre, 1999  | Socorro              | LINEAR        |
| 66517 - | 1999 RM98              | 7 de setembre, 1999  | Socorro              | LINEAR        |
| 66518 - | 1999 RK99              | 8 de setembre, 1999  | Socorro              | LINEAR        |
| 66519 - | 1999 RZ99              | 8 de setembre, 1999  | Socorro              | LINEAR        |
| 66520 - | 1999 RQ101             | 8 de setembre, 1999  | Socorro              | LINEAR        |
| 66521 - | 1999 RR101             | 8 de setembre, 1999  | Socorro              | LINEAR        |
| 66522 - | 1999 RG102             | 8 de setembre, 1999  | Socorro              | LINEAR        |
| 66523 - | 1999 RN102             | 8 de setembre, 1999  | Socorro              | LINEAR        |
| 66524 - | 1999 RQ102             | 8 de setembre, 1999  | Socorro              | LINEAR        |
| 66525 - | 1999 RH103             | 8 de setembre, 1999  | Socorro              | LINEAR        |
| 66526 - | 1999 RX103             | 8 de setembre, 1999  | Socorro              | LINEAR        |
| 66527 - | 1999 RD104             | 8 de setembre, 1999  | Socorro              | LINEAR        |
| 66528 - | 1999 RV105             | 8 de setembre, 1999  | Socorro              | LINEAR        |
| 66529 - | 1999 RX107             | 8 de setembre, 1999  | Socorro              | LINEAR        |
| 66530 - | 1999 RJ108             | 8 de setembre, 1999  | Socorro              | LINEAR        |
| 66531 - | 1999 RX108             | 8 de setembre, 1999  | Socorro              | LINEAR        |
| 66532 - | 1999 RZ110             | 8 de setembre, 1999  | Socorro              | LINEAR        |
| 66533 - | 1999 RN111             | 9 de setembre, 1999  | Socorro              | LINEAR        |
| 66534 - | 1999 RA112             | 9 de setembre, 1999  | Socorro              | LINEAR        |
| 66535 - | 1999 RF112             | 9 de setembre, 1999  | Socorro              | LINEAR        |
| 66536 - | 1999 RD113             | 9 de setembre, 1999  | Socorro              | LINEAR        |
| 66537 - | 1999 RU115             | 9 de setembre, 1999  | Socorro              | LINEAR        |
| 66538 - | 1999 RV117             | 9 de setembre, 1999  | Socorro              | LINEAR        |
| 66539 - | 1999 RX117             | 9 de setembre, 1999  | Socorro              | LINEAR        |
| 66540 - | 1999 RM118             | 9 de setembre, 1999  | Socorro              | LINEAR        |
| 66541 - | 1999 RP118             | 9 de setembre, 1999  | Socorro              | LINEAR        |
| 66542 - | 1999 RT118             | 9 de setembre, 1999  | Socorro              | LINEAR        |
| 66543 - | 1999 RJ119             | 9 de setembre, 1999  | Socorro              | LINEAR        |
| 66544 - | 1999 RR119             | 9 de setembre, 1999  | Socorro              | LINEAR        |
| 66545 - | 1999 RJ120             | 9 de setembre, 1999  | Socorro              | LINEAR        |
| 66546 - | 1999 RG122             | 9 de setembre, 1999  | Socorro              | LINEAR        |
| 66547 - | 1999 RG124             | 9 de setembre, 1999  | Socorro              | LINEAR        |
| 66548 - | 1999 RL124             | 9 de setembre, 1999  | Socorro              | LINEAR        |
| 66549 - | 1999 RS124             | 9 de setembre, 1999  | Socorro              | LINEAR        |
| 66550 - | 1999 RU124             | 9 de setembre, 1999  | Socorro              | LINEAR        |
| 66551 - | 1999 RC128             | 9 de setembre, 1999  | Socorro              | LINEAR        |
| 66552 - | 1999 RQ130             | 9 de setembre, 1999  | Socorro              | LINEAR        |
| 66553 - | 1999 RV130             | 9 de setembre, 1999  | Socorro              | LINEAR        |
| 66554 - | 1999 RT131             | 9 de setembre, 1999  | Socorro              | LINEAR        |
| 66555 - | 1999 RQ132             | 9 de setembre, 1999  | Socorro              | LINEAR        |
| 66556 - | 1999 RB133             | 9 de setembre, 1999  | Socorro              | LINEAR        |
| 66557 - | 1999 RN133             | 9 de setembre, 1999  | Socorro              | LINEAR        |
| 66558 - | 1999 RX134             | 9 de setembre, 1999  | Socorro              | LINEAR        |
| 66559 - | 1999 RB135             | 9 de setembre, 1999  | Socorro              | LINEAR        |
| 66560 - | 1999 RR135             | 9 de setembre, 1999  | Socorro              | LINEAR        |
| 66561 - | 1999 RW135             | 9 de setembre, 1999  | Socorro              | LINEAR        |
| 66562 - | 1999 RO136             | 9 de setembre, 1999  | Socorro              | LINEAR        |
| 66563 - | 1999 RV136             | 9 de setembre, 1999  | Socorro              | LINEAR        |
| 66564 - | 1999 RU137             | 9 de setembre, 1999  | Socorro              | LINEAR        |
| 66565 - | 1999 RC138             | 9 de setembre, 1999  | Socorro              | LINEAR        |
| 66566 - | 1999 RL139             | 9 de setembre, 1999  | Socorro              | LINEAR        |
| 66567 - | 1999 RV140             | 9 de setembre, 1999  | Socorro              | LINEAR        |
| 66568 - | 1999 RQ142             | 9 de setembre, 1999  | Socorro              | LINEAR        |
| 66569 - | 1999 RM145             | 9 de setembre, 1999  | Socorro              | LINEAR        |
| 66570 - | 1999 RW145             | 9 de setembre, 1999  | Socorro              | LINEAR        |
| 66571 - | 1999 RP147             | 9 de setembre, 1999  | Socorro              | LINEAR        |
| 66572 - | 1999 RU149             | 9 de setembre, 1999  | Socorro              | LINEAR        |
| 66573 - | 1999 RL152             | 14 de setembre, 1999 | Socorro              | LINEAR        |
| 66574 - | 1999 RR152             | 9 de setembre, 1999  | Socorro              | LINEAR        |
| 66575 - | 1999 RX152             | 9 de setembre, 1999  | Socorro              | LINEAR        |
| 66576 - | 1999 RY152             | 9 de setembre, 1999  | Socorro              | LINEAR        |
| 66577 - | 1999 RD153             | 9 de setembre, 1999  | Socorro              | LINEAR        |
| 66578 - | 1999 RS153             | 9 de setembre, 1999  | Socorro              | LINEAR        |
| 66579 - | 1999 RK154             | 9 de setembre, 1999  | Socorro              | LINEAR        |
| 66580 - | 1999 RE155             | 9 de setembre, 1999  | Socorro              | LINEAR        |
| 66581 - | 1999 RF155             | 9 de setembre, 1999  | Socorro              | LINEAR        |
| 66582 - | 1999 RZ155             | 9 de setembre, 1999  | Socorro              | LINEAR        |
| 66583 - | 1999 RL156             | 9 de setembre, 1999  | Socorro              | LINEAR        |
| 66584 - | 1999 RM161             | 9 de setembre, 1999  | Socorro              | LINEAR        |
| 66585 - | 1999 RC162             | 9 de setembre, 1999  | Socorro              | LINEAR        |
| 66586 - | 1999 RC164             | 9 de setembre, 1999  | Socorro              | LINEAR        |
| 66587 - | 1999 RB167             | 9 de setembre, 1999  | Socorro              | LINEAR        |
| 66588 - | 1999 RX167             | 9 de setembre, 1999  | Socorro              | LINEAR        |
| 66589 - | 1999 RE168             | 9 de setembre, 1999  | Socorro              | LINEAR        |
| 66590 - | 1999 RD169             | 9 de setembre, 1999  | Socorro              | LINEAR        |
| 66591 - | 1999 RY170             | 9 de setembre, 1999  | Socorro              | LINEAR        |
| 66592 - | 1999 RU174             | 9 de setembre, 1999  | Socorro              | LINEAR        |
| 66593 - | 1999 RL176             | 9 de setembre, 1999  | Socorro              | LINEAR        |
| 66594 - | 1999 RO176             | 9 de setembre, 1999  | Socorro              | LINEAR        |
| 66595 - | 1999 RU178             | 9 de setembre, 1999  | Socorro              | LINEAR        |
| 66596 - | 1999 RO180             | 9 de setembre, 1999  | Socorro              | LINEAR        |
| 66597 - | 1999 RA181             | 9 de setembre, 1999  | Socorro              | LINEAR        |
| 66598 - | 1999 RF182             | 9 de setembre, 1999  | Socorro              | LINEAR        |
| 66599 - | 1999 RM184             | 9 de setembre, 1999  | Socorro              | LINEAR        |
| 66600 - | 1999 RQ184             | 9 de setembre, 1999  | Socorro              | LINEAR        |